# جوناثان ديفيس

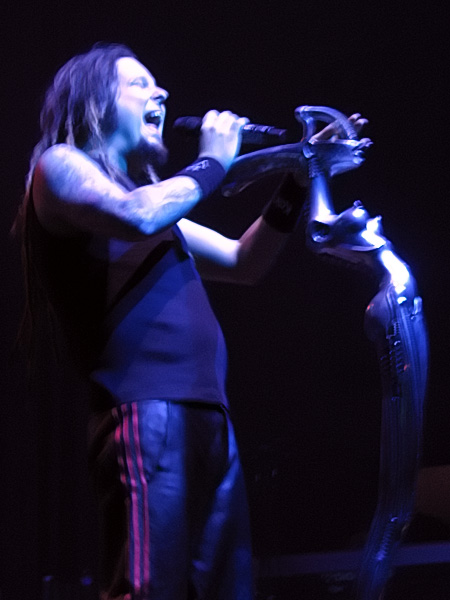
جوناثان ديفيس

جوناثان ديفيس هو مغن أمريكي في فرقة كورن ((KORN)) (ولد 18 يناير 1971في بيكرسفيلد، كاليفورنيا ). ويمتلك جوناثان الكثير من المعجبين في جميع أنحاء العالم وخصوصاً في بلاده الولايات المتحدة الأمريكية.

## وصلات خارجية
- جوناثان ديفيس على موقع IMDb (الإنجليزية)
- جوناثان ديفيس على موقع روتن توميتوز (الإنجليزية)
- جوناثان ديفيس على موقع ميوزك برينز (الإنجليزية)
- جوناثان ديفيس على موقع إن إن دي بي (الإنجليزية)
- جوناثان ديفيس على موقع أول ميوزيك (الإنجليزية)
- جوناثان ديفيس على موقع ديسكوغز (الإنجليزية)
- جوناثان ديفيس على موقع قاعدة بيانات الفيلم (الإنجليزية)